# Anca Petrescu
Anca Petrescu, właśc. Mira Anca Victoria Mărculeț Petrescu (ur. 20 marca 1949 w Sighișoarze, zm. 30 października 2013 w Bukareszcie) – rumuńska architekt, parlamentarzystka i polityk. 
Miała 27 lat, gdy wygrała konkurs na projekt Pałacu Ludowego, pałacu rumuńskiego dyktatora Nicolae Ceaușescu w centrum Bukaresztu, obecnie Pałac Parlamentu. Była głównym architektem i budowniczym tego obiektu, uważanego za największy na świecie cywilny budynek administracyjny. 
Budowa rozpoczęta w 1983 roku połączona była z systematyczną przebudową i rozbiórką starych tradycyjnych dzielnic, a w następstwie przymusową deportacją mieszkańców do nowo wybudowanych budynków w stylu neoklasycyzmu o eklektycznym charakterze, niekiedy bliskim kiczu.